# Otravy albánských dětí

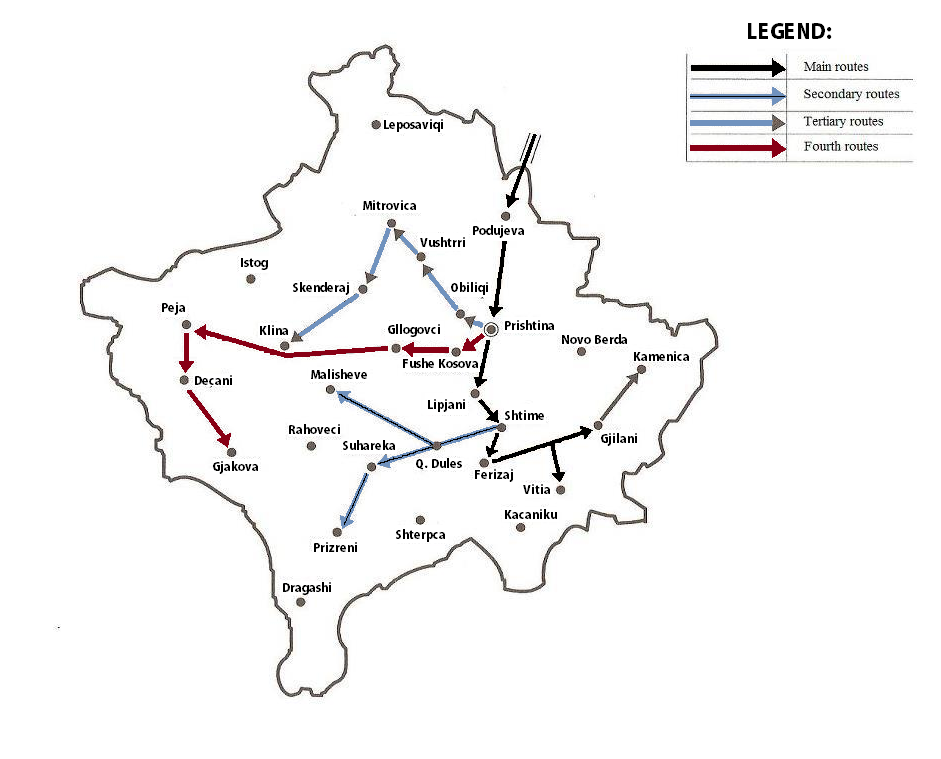
Šíření symptomů otrav dětí na území SAP Kosovo.

Otravy albánských dětí (srbochorvatsky: Trovanje albanske dece/Тровање албанске деце, albánsky: Helmimi i nxënësve) se odehrály v Kosovu v březnu 1990. Aféra, ve které kosovští Albánci obviňovali srbské obyvatelstvo a jugoslávský státní aparát z otrav tisíce dětí plynem a ve kterém jugoslávští představitelé označili celou záležitost za masové simulantství ze strany albánského obyvatelstva, byl jednou z ukázek vyhrocených srbsko-albánských vztahů v autonomní oblasti Kosovo těsně před rozpadem Jugoslávie v roce 1991.
Během března a dubna roku 1990 vyhledalo lékařskou pomoc několik tisíc dětí kosovských Albánců z Podujeva, Vučitrnu, Uroševace, Lipljanu a dalších míst. K prvním případům došlo ve střední škole Đuro Đaković v Podujevu dne 20. března.
Děti si stěžovali na symptomy, velmi podobné otravě. Lékaři srbské národnosti v kosovských zdravotnických zařízeních odmítli[zdroj?] tyto děti ošetřit. Celkem o lékařskou pomoc zažádalo sedm tisíc dětí; z toho tři tisíce jen v prvních několika dnech.
Mezinárodní lékařský panel i jugoslávští představitelé s prohlášením, že se o žádné otrávení nejedná, ale že jde o provokaci albánských separatistů. Kosovští Albánci, a s nimi i část jugoslávské veřejnosti (především v Slovinsku a Chorvatsku, se domnívala, že se jednalo o operaci jugoslávských tajných služeb s cílem vyvolat ozbrojené povstání a následnou intervenci armády. Bělehradský deník Politika několik dní po propuknutí epidemie vydal zprávu, že se „Albánci nechávají otrávit pro peníze”.
Kosovo bylo na jaře roku 1990 ve velmi složité situaci; v autonomní oblasti docházelo k častým protestům, kdy musela zasahovat policie i armáda. K otevřené střelbě na demonstrující došlo jen několik měsíců před tímto případem; zemřelo tehdy několik desítek lidí. Albánští lékaři zažádali o pomoc mezinárodních lékařských organizací s cílem vyšetřit, zdali se jedná skutečně o případy otrav, či nikoliv. To se jim sice nepodařilo, v Záhřebu se nicméně uskutečnilo sympozium, které se snažilo tímto problémem zabývat. Jugoslávská vláda sestavila pro vyšetření problému speciální komisi. Podle informací z vojensko-lékdařského institutu v Bělehradě se nicméně o žádnou masovou otravu nejednalo.